# 利涅
利涅（法語：Ligné，法語發音：[liɲe] ⓘ）是法国大西洋卢瓦尔省的一个市镇，位于该省中部偏东北，属于沙托布里扬-昂斯尼区。

## 地理
利涅（47°24'42"N, 1°22'38"W）面积45.41 平方千米，位于法国卢瓦尔河地区大区大西洋卢瓦尔省，该省份为法国西北部沿海省份，位于布列塔尼半岛东南部，北起伊勒-维莱讷省，西北接莫尔比昂省，西临大西洋，南至旺代省，东临曼恩-卢瓦尔省。
与利涅接壤的市镇（或旧市镇、城区）包括：勒塞利耶、库费、穆泽伊、佩蒂马尔、圣马尔迪代塞尔、莱图什。
利涅的时区为UTC+01:00、UTC+02:00（夏令时）。

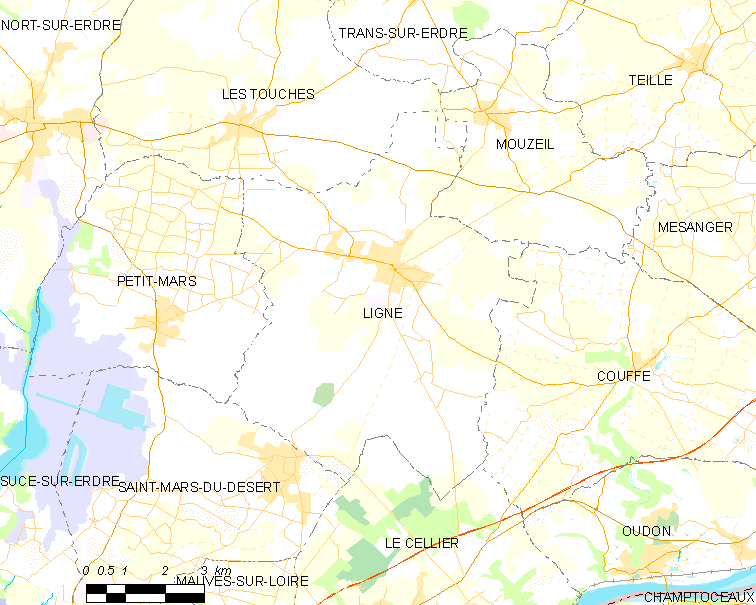
利涅的OSM定位图

## 行政
利涅的邮政编码为44850，INSEE市镇编码为44082。

## 政治
利涅所属的省级选区为埃德尔河畔诺尔县。

## 交通
大西洋卢瓦尔省省道D9线、D23线、D84线和D223线在镇中心交汇，省道D164线经过境内北侧。

## 人口

1962-2008年间利涅人口变化图示

利涅于2022年1月1日时的人口数量为5593人。